# Torsten Montell
Torsten Montell, född 1873 på Bolstaholm, Geta, Åland, död 21 oktober 1937, var en åländsk arkitekt som ritat många byggnader på Åland, bland andra Kumlinge sjukstuga, tillbyggnaden till Ålands lyceum och Pub Bastun. Han var son till löjtnanten Eugen Montell och var färdigutbildad arkitekt 1899.